# Хатейба
Хатейба — газове родовище у Лівії, станом на середину 2010-х років п'яте в країні за розмірами початкових запасів.

## Геологія
Входить до Сахаро–Середземноморської нафтогазоносної провінції. Приурочене до брахіантікліналі, розташованої на стику осьових ліній валоподібних піднять Зелтен і Яхата в нафтогазовій області Сирт.
Глибина залягання покладів 3000 м.
Первинні запаси оцінювались у понад 300 млрд м3. Станом на середину 2010-х років оцінка початкових видобувних запасів зменшилась до 87 млрд м3.

## Розробка
Родовище, яке відкрили в 1963-му, ввели у розробку в 1977 році.
Видачу продукції організували через газопровідний коридор Нассер – Марса-Брега та конденсатопровід 91,5 км – Марса-Брега. 